# Ana Ofelia Murguía
Ana Ofelia Murguía (Ciutat de Mèxic, 8 de desembre de 1933 - 31 de desembre de 2023) fou una actriu mexicana de cinema i televisió.
A pesar que ha tingut molt pocs protagonistes en la seva llarguíssima carrera, la qualitat del seu treball actoral, a més de la seva senzillesa, l'ha van convertit en una de les actrius més reconegudes del cinema mexicà.
Va treballar amb els directors més importants en pel·lícules clau de la cinematografia nacional mexicana de les últimes tres dècades del segle xx, com són Felipe Cazals (El apando, Las Poquianchis, Los motivos de Luz i Las inocentes), Jaime Humberto Hermosillo (Naufragio, Amor libre, De noche vienes, Esmeralda i Escrito en el cuerpo de la noche) i Arturo Ripstein (Cadena perpetua i La reina de la noche).

## Filmografia

### Cinema
- Pax? (1968)
- Para servir a usted (1970)
- El profeta Mimí (1972)
- Esa es mi Irene (1975)
- El apando de Felipe Cazals (1975)
- Las Poquianchis de Felipe Cazals (1976)
- Pedro Páramo (El hombre de la media Luna) (1976)
- Maten al león (1977)
- La viuda negra (1977)
- Naufragio (1977)
- Cadena perpetua de Arturo Ripstein (1978)
- Amor libre (1978)
- María de mi corazón (1979)
- El corazón de la noche (1984)
- Dune (1984)
- Los motivos de Luz (1985)
- Chido Guan, el tacos de oro (1986)
- Los confines (1987)
- Gaby: A True Story de Luis Mandoki (1987)
- Goitia, un dios para sí mismo (1988)
- Diplomatic Immunity de Sturla Gunnarsson (1991)
- Mi querido Tom Mix de Carlos García Agraz (1991)
- Morena (1994)
- Luces de la noche (1994)
- El jardín del edén (1994)
- La reina de la noche d'Arturo Ripstein (1994)
- Ámbar (1994)
- Nadie hablará de nosotras cuando hayamos muerto (1995)
- De muerte natural (1996)
- El anzuelo (1996)
- De noche vienes, Esmeralda de Jaime Humberto Hermosillo (1997)
- Ave María  (1999)
- Su alteza serenísima (2000)
- Sexo por compasión (2000)
- Escrito en el cuerpo de la noche de Jaime Humberto Hermosillo (2000)
- Pachito Rex, me voy pero no del todo (2001)
- Otilia Rauda de Dana Rotberg (2001)
- El Edén (2004)
- Hijas de su madre: Las Buenrostro de Busi Cortés (2005)
- Bandidas de Joachim Roenning i Espen Sandberg (2006)
- El viaje de la nonna (2007)
- Señas particulares (curtmetratge) (2007)
- Párpados azules de Ernesto Contreras (2008)
- Arráncame la vida (2008)
- Las buenas yerbas (2008)
- La nana de Sebastián Silva(2008)
- Fecha de caducidad (2011)
- Coco (2017) (veu de Mama Coco) (Versió en anglès)

### Televisió
- La tormenta (1967) com Sara Pérez de Madero.
- El padre Guernica (1968)
- Las fieras (1972) com Talma.
- La pasión de Isabela (1984) com Cristina.
- El abuelo y yo (1992) com Señorita Estrada.
- Entre vivos y muertos (1994)
- Te dejaré de amar (1996) com Alicia Larios.
- Tric Trac (1997)
- El amor de mi vida (1998) com Doña Lupe.
- Cuentos para solitarios (1999) com Marta (episodi "Por culpa de Damiana").
- Uroboros (2001) com Portera
- Lo que callamos las mujeres (2001) (3 episodis).
- La hija del jardinero (2003) com Doña Rigoberta "Rigo" Rondón.
- Mientras haya vida (2007-2008) com Toto.
- Quererte así (2012) com Yuridia "Yuya" Domínguez.
- José José, el príncipe de la canción  (2018) Com Abuela Carmelita[5]

## Premis i reconeixements
- Va guanyar el 1986 el Premi Ariel a la millor coactuació femenina per Los motivos de Luz.
- Va guanyar el 1991 al Festival Internacional del Nou Cinema Llatinoamericà de l'Havana com a Millor actriu per Mi querido Tom Mix (empatada amb Vicky Hernández per Confesión a Laura).
- Va guanyar el 1994 el Premi ACE a la Millor actriz por Mi querido Tom Mix.
- Va guanyar el 1996 el Premi Ariel a la millor coactuació femenina per La reina de la noche.
- Va guanyar el 2002 la Diosas de Plata (Periodistas de Cine de México) com a Millor actriu por Escrito en el cuerpo de la noche.
- Va guanyar el 2004 el Premi Mayahuel de Plata (Festival Internacional de Cinema a Guadalajara) per la seva trajectòria.

A més ha obtingut les següents nominacions als Ariel de Plata:
- En 1987 com a "Millor coactuació femenina per Tacos de oro.
- En 1988 com a "Millor actriu de quadre per Los confines.
- En 1995 com a "Millor coactuació femenina per El jardín del Edén.
- En 1996 com a "Millor actriu de quadre per Morena.
- En 1996 com a "Millor actriu" per El anzuelo.
- En 1997 com a "Millor actriu" per De muerte natural.
- En 1997 com a "Millor actriu" per De noche vienes, Esmeralda.
- En 1999 com a "Millor actriu de quadre por Ave maría.
- En 2000 com a "Millor coactuació femenina por Su alteza serenísima.
- En 2001 com a "Millor actriu" per Escrito en el cuerpo de la noche.